# Tarabuco
Tarabuco – miasto w Boliwii, w departamencie Chuquisaca, w prowincji Yamparáez.